# John Leonard Jinks
John Leonard Jinks FRS (Stoke-on-Trent, 21 de outubro de 1929 – 6 de junho de 1987) foi um geneticista britânico.

## Carreira
Foi educado na Universidade de Birmingham e lá permaneceu na maior parte de sua carreira, contribuindo para o desenvolvimento da genética biométrica e genética do comportamento humano, orientando diversos estudantes de doutorado, dentre os quais David Fulker. Em 1960 foi feito honorary lecturer da Universidade de Birmingham]] no Departamento de Genética. Eleito membro da Royal Society em 1970, é mais conhecido por seus estudos de herança citoplásmica e genética quantitativa.